# Bichirek úhořovitý
Bichirek kalabarský, bichirek úhořovitý, či bichir kalabarský (Erpetoichthys calabaricus J. A. Smith, 1865), je druh dravé sladkovodní ryby z čeledi bichirovitých, která je na první pohled snadno rozeznatelná pro svůj typický hadovitý tvar těla. Je jediným zástupcem svého rodu. Jedná se o nočního dravce, který se přes den převážně skrývá v dutinách a mezi rostlinami.

## Výskyt

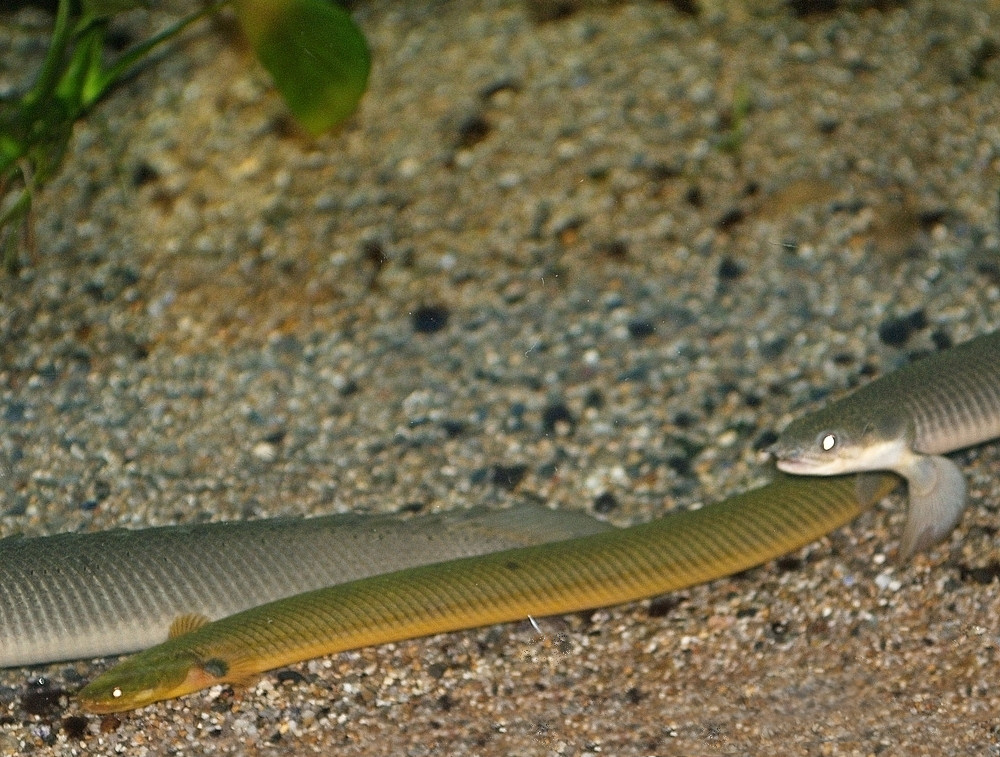
Bichirek úhořovitý (uprostřed) a dva bichiři (po stranách obrázku)

Bichirek úhořovitý se vyskytuje jako původní druh v ústí řek kolem západní Afriky, přibližně od břehů Nigérie, přes Angolu, Benin, Kamerun až po Kongo[nepřesný odkaz].[ve zdroji nenalezeno] Obývá převážně teplé tropické vody, kde se teplota pohybuje mezi 22 až 28 °C. Doporučované pH vody pro chování je 6,0 až 8,0. Hloubka jeho rozšířená není přesně zmapovaná, potvrzen byl v mělkých vodách.

## Popis
Bichirek úhořovitý má typické hadovité tělo, které dorůstá nejvýše do 40 cm v akvarijních poměrech a často se cituje nesprávně až 90 cm ve volné přírodě. Žádná studie s odchytem zvířat ve volné přírodě nepotvrdila takovou  velikost - viz https://en.wikipedia.org/wiki/Reedfish. Dožívá se velmi vysokého věku.[zdroj⁠?!] V přední části se nachází malá, úzká hlava, na které jsou dvě oči o velikosti 7,5 – 8,5krát menší než hlava. Vzhledem ke své velikosti má poměrně velikou tlamu. Za hlavou se nachází dvě prsní ploutve, které slouží k pohybu. Mají kruhovitý tvar a jsou na nich výrazné černé skvrny kruhového tvaru. Chybí břišní ploutev. Na hřbetu se nachází 7 až 13 drobných ploutví, které je možné vztyčit, či přikrčit k tělu.
Pohybuje se podobně jako hadi krouživým pohybem těla. V těle se nacházejí i plicní vaky, které mu umožňují dýchat atmosférický kyslík, takže je schopný pobývat přibližně 8 hodin nad vodou.
Tělo je kryté tvrdými ganoidními šupinami, které mají nahnědlou až nazelenalou barvu. Na spodní části těla může být zbarvení žluté či žlutooranžové.

## Potrava
Bichirek je noční dravá ryba. Při lovu se pomalu přiblíží ke kořisti, kterou si vyhledá pomocí trubicovitých nozder na předku hlavy. V blízkosti kořisti zdánlivě znehybní a následně rychlým pohybem vymrští své tělo a pozře kořist v celku. Kořistí se stávají malé rybky, bezobratlí živočichové, žáby, hmyz, ale nepohrdne ani mršinou, či v některých případech rostlinami.

## Hospodářský význam
Bichirek je chován v akvaristice jako klidná neagresivní ryba, která může být chována společně s jedinci stejného druhu (doporučuje se chovat ve skupinách), ale i s jinými stejně velikými rybkami. Nedoporučuje se chovat současně s malými rybkami, které by bichirek lovil jako kořist. Vhodné je pro něho v akváriu zarostlé prostředí, kde by se mohl schovávat během dne. Vrchol akvária je nutné kvalitně utěsnit, jelikož by mohlo dojít k útěku ryby. Průměrná cena jedince se pohybuje mezi 150 až 250 Kč (v roce 2011).
Ryba není komerčně lovena pro maso ani pro žádné další využití v potravinářském průmyslu.

## Chov v zoo
V České republice je k vidění v zoo Ústí nad Labem.